# Mark Cuban
Mark Cuban, né le 31 juillet 1958 à Pittsburgh, est un milliardaire et homme d'affaires américain. Il est propriétaire de la chaîne de cinémas Landmark Theatres (en) et du studio Magnolia Pictures, notamment via la holding 2929 Entertainment (en), président de la chaîne télévisée HDNet (en) et propriétaire majoritaire de l'équipe de basket-ball des Mavericks de Dallas entre 2000 et 2023. Il est également l'un des présentateurs-investisseurs de l'émission Shark Tank.
Sa fortune est estimée à trois milliards de dollars par Forbes en 2016.

## Biographie
Il devient milliardaire en 1998 lors de la revente de la société broadcast.com, cédée à Yahoo!.
Mark Cuban a fait des apparitions dans divers programmes et séries télévisées.
Son équipe des Mavericks de Dallas remporte, lors de la saison 2010-2011, le titre de la NBA face au Heat de Miami.
Sa compagnie aérienne de transport de personnalités MLW Air transporte régulièrement des équipes de sport comme le Paris Saint-Germain, Manchester United, Chelsea FC, le Real Madrid, des chefs d'État et de gouvernement.
En juin 2013, il annonce qu'il finance une étude sur le flop : une de ses entreprises a engagé une expertise d'une durée de dix-huit mois pour étudier les forces mises à l'œuvre lors des contacts entre joueurs. Son objectif est de déterminer si la mise en place d'une technologie de capture de mouvement pourrait présenter un intérêt pour repérer les simulations.
En mai 2020, il fonde l'entreprise pharmaceutique à but lucratif CostPlus, qui se donne pour mission de vendre des médicaments génériques à prix cassés, car selon Mark Cuban, « tout le monde devrait avoir accès à des médicaments sûrs, bon marché et ayant des prix transparents »,.
En septembre 2023, Mark Cuban est victime d'un piratage de crypto-monnaies, entraînant une perte d'environ 870 000 dollars. L'incident est mis en lumière par un enquêteur indépendant de la blockchain, qui a observé des activités anormales sur un portefeuille de crypto-monnaies appartenant à Cuban. Bien que le portefeuille ait été inactif pendant cinq mois, une série de retraits importants est effectuée en dix minutes. En réponse, Cuban transfère plus de 3 millions de dollars en USDC à Coinbase Custody pour sécuriser ses actifs restants.
En décembre 2023, la NBA autorise la vente d'une part majoritaire des Mavs (73 %) de Mark Cuban à Las Vegas Sands, un groupe de casino lié à la famille Adelson. Le montant de la vente est estimé à 3,5 milliards de dollars. Cuban conserve 27 % des parts et il est prévu qu'il conserve la gestion opérationnelle des Mavs,.
Pour l'élection présidentielle américaine de 2024, il soutient la candidate démocrate Kamala Harris.